# Gila Katsav
Gila Katsav (en hebreo: גילה קצב‎, nacida en 1948) es una figura pública israelí que se desempeñó como primera dama de Israel desde 2000 hasta 2007 como esposa del ex presidente Moshe Katsav.

## Biografía
Gila Katsav nació en Tel Aviv. Ella es de ascendencia judía polaca y judía ucraniana. Uno de sus abuelos estuvo entre los fundadores de Bnei Brak. En 1969 se casó con Moshe Katsav. La pareja tiene cinco hijos, cuatro hijos y una hija, y dos nietos.
Katsav participa en actividades de voluntariado personal para niños que provienen de familias desfavorecidas como parte de los esfuerzos de “El Consejo para el Niño Protegido. También se ofreció como voluntaria para el Departamento de Rehabilitación de Yad Sarah, una organización voluntaria que se especializa en brindar atención domiciliaria y prestar equipos médicos sin cargo.
Katsav se desempeñó como primera dama de Israel desde 2000 hasta 2007 durante el mandato de su esposo. En mayo de 2005, Katsav llevó a la primera dama de los Estados Unidos, Laura Bush, en un recorrido por Yad Vashem y a una visita al Muro de los Lamentos.